# Óscar Pérez (alpinista)
Óscar Pérez (Tramacastilla de Tena, Huesca, 4 de octubre de 1976 - Latok II, 7 de agosto de 2009) fue un alpinista español desaparecido en el Latok II, Karakórum, Pakistán, en agosto de 2009.

## Biografía
Óscar Pérez nació en Tramacastilla de Tena el 4 de octubre de 1976. Experto escalador desde los 16 años, se le considera experto en todas las modalidades de alpinismo (roca, hielo y artificial). En 2006, junto con su compañero de cordada Álvaro Novellón, logró el premio ‘Piolet de Oro’ otorgado por la Federación Española de Deportes de Montaña y Escalada (FEDME) al escalar la montaña Latok III (6949 m), utilizando para ello la ruta japonesa en estilo alpino. En esa misión permaneció 7 días colgado de una pared, aunque recibió numerosos elogios "por el mérito del logro y por su estilo alpino y limpio para salvar una enorme pared".
Como alpinista profesional, Óscar posee una cualificación de 'A3' en escalada artificial, WI6 en hielo y 7a+ en roca.[cita requerida]
En España, abrió una ruta en la montaña 'Condenados a Rabiar' (600 m), situada en la comarca oscense del Valle de Tena. En el verano de 2004, realizó la apertura de una ruta en la montaña Anké Asashe, situada en la cordillera pakistaní del Valle del Nangma. En 2005, en una expedición a la montaña del Himalaya indio Kullu Eiger (5646 m), y junto a varios miembros del Club de alpinismo 'Peña Guara', Óscar hizo una vía de unos 1000 metros de desnivel a unos 5200 metros de altura. Esta vía fue bautizada como ‘Baral Karasta’ o ‘La senda del íbice’ en referencia a las cabras que vieron en la ascensión.

## Accidente
El 7 de agosto de 2009 y mientras escalaba el pico Latok II (7108 m), situado en la cordillera del Karakórum, Óscar Pérez resbaló cayéndose a 40 metros por una arista a 6200 metros de altura y arrastrando a su compañero Álvaro hasta que una arista de roca frenó la caída de ambos. Esta caída le provocó fracturas en una tibia, un peroné y una muñeca. Después de pasar una noche a la intemperie, Álvaro consiguió descolgarlo hasta una repisa. Ante la imposibilidad de rescate por una sola persona, Álvaro Novellón optó por dejarle víveres y descender para pedir ayuda. Fue entonces cuando se organizó un equipo de rescate de veinticuatro personas, con su propio compañero de cordada, Álvaro Novellón, un equipo de alpinistas norteamericanos liderado por Fabrizio Zangrilli, cinco de los mejores alpinistas españoles (Daniel Ascaso, Simón Elías, Jordi Tosas, Jordi Corominas y Jonatan Larrañaga), y varios porteadores de altura (entre ellos Mohammed Ali y Ali Reza). Para ello, se utilizó un helicóptero del ejército pakistaní, cedido gracias a la intercesión del Presidente del Gobierno de España José Luis Rodríguez Zapatero. El helicóptero despegó el 13 de agosto. Unas condiciones meteorológicas adversas provocaron un retraso de más de un día en su rescate. Esta situación, junto con "el adelanto del mal tiempo, las dificultades técnicas de la ruta, las pocas probabilidades de encontrar a Óscar con vida y, sobre todo, por el riesgo para la seguridad de los porteadores de altura y de los escaladores" hizo que el equipo de rescate se decidiera a suspender definitivamente el rescate.